# Tonelete
Se llama tonelete a una parte de la armadura de los antiguos guerreros. 
En algunas ocasiones, se trataba de unas faldetas entreteladas y por la parte exterior de tela de seda, de brocado o de terciopelo, adornados con bordados y franjas de oro o de colores. En otras, era una falda compuesta de mallas, escamas o planchas de hierro. En ambos casos, se sujetaban a la cintura por debajo de la coraza y llegaban hasta las rodillas. 